# Vistahm
Cet article possède un paronyme, voir Bastam.
Vistahm ou Bistām (persan : بیستام), est un usurpateur de l’Empire sassanide de 593 à 600.

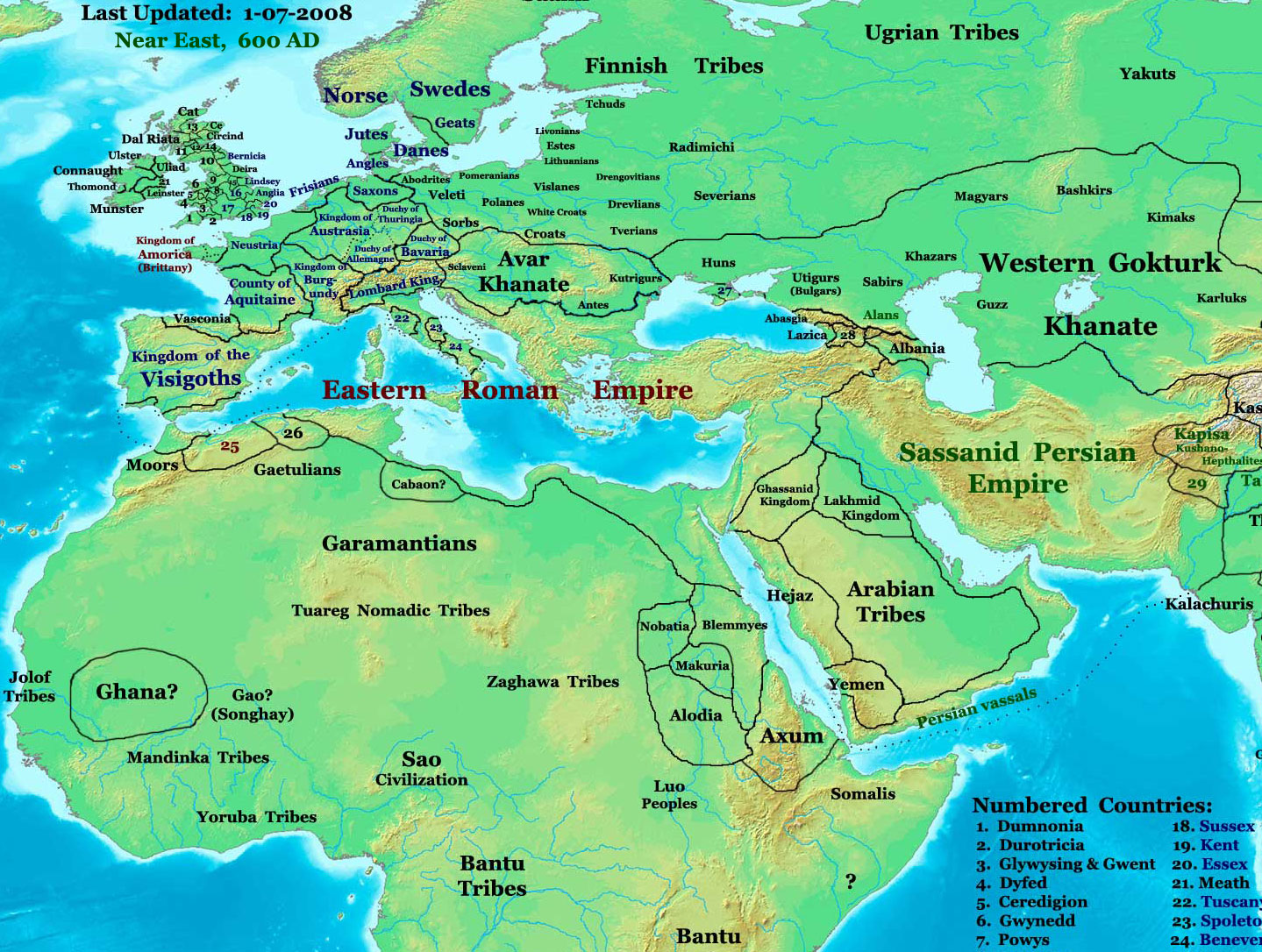
La Perse sassanide (liséré vert) et son environnement vers l'an 600, à l'issue du règne de Vistahm.

## Biographie
Vistahm est le fils de l'asparapet Shāpur, fils de Bāu de la famille féodale parthe des Ispahbudhān, et le frère de Vinduyih (grec : Vindoy). Il est également l’oncle maternel de Khosro II.
Après le meurtre de son beau-frère Hormizd IV et l’usurpation de Vahram Chubin, il se retire avec son frère Vinduyih et le jeune Khosro de l’autre côté du Tigre. Il s’implante ensuite dans l’est de l’empire pendant que son neveu va solliciter l’aide de l’empereur romain d’Orient Maurice.
Vistahm et son frère participent ensuite au combat final contre l’usurpateur Vahram VI, Après son élimination, Khosro II nomme son oncle gouverneur du Khorassan et du Tabaristan. Ce dernier ne tarde pas à assumer le titre royal et règne sur l’est de l’Empire sassanide. Il est le fondateur de la ville de Bastām, à laquelle il donne son nom.
Khosro II parvient tout d’abord à faire exécuter Vinduyih en 594. Vistahm est tué dans une embuscade après sept ans de règne au moment où il s'apprête à attaquer Khosro II, grâce à la trahison de Pariovk, l’un des deux roi des Kouchans dont il a vaincu les armées et qu’il pense avoir vassalisé.

## Union et postérité
Tabari donne une autre version de la mort de Vistahm. Il précise que le prétendant aurait épousé Gurdîyagh, la sœur-épouse de Vahram VI, et que c'est cette dernière l'aurait fait assassiner pour rejoindre Khosro II, qui l'aurait à son tour prise comme femme.
Les noms de deux fils de Vistahm sont connus :
- Vindūyih ;
- Tirūyih.

Ils participent tous deux en 631 à la bataille de Kaskar sous le second règne de Bûrândûkht.